# Mnesarete borchgravii
Mnesarete borchgravii – gatunek ważki z rodziny świteziankowatych (Calopterygidae).